# 洛迪高·卡爾奧
洛迪高·卡爾奧（Rodrigo Caio，1993年8月17日—）是一名巴西足球運動員，司職中後衛或防守中場，目前效力於法林明高。2016年百年美洲盃，卡爾奧獲選入巴西國家隊23人名單，但沒得到出場機會。2016年巴西里約奧運，卡爾奧為巴西奧運足球代表隊贏得奧運足球金牌。

## 榮譽

### 球會
聖保羅
- 南美球會盃: 2012

### 國家隊
巴西
- 奧運金牌: 2016
- 土倫盃: 2014（英语：2014 Toulon Tournament）